# Browning Hi-Power
Browning High-Power (HP) — самозарядний пістолет конструкції Джона Браунінга та Дідьє Сева з УСМ одинарної дії. Один з найбільш широко використовуваних військових пістолетів в історії, перебував на озброєнні у понад 50 країнах.
Використовувався низкою країн під час другої світової війни.

## Історія
Конструкція пістолета базується на розробленій Джоном Мозесом Браунінгом схемі замикання зі зчепленим затвором і коротким ходом ствола. Після смерті Браунінга в 1926 конструкція була завершена Дідьє Севом, головним конструктором бельгійської компанії Fabrique Nationale.
Пістолет створювався під технічне завдання французької армії, але на озброєння у Франції прийнятий не був. Різні варіанти використовувалися багатьма країнами під час Другої світової війни і пізніше.
Назва пістолета дещо вводить в оману, оскільки насправді відображує високу місткість магазина на 13 набоїв: у 1935 році, вона більш ніж у півтора раза перевищувала місткість найближчих конкурентів — Люгер P08 (8 патронів) і Маузер 1910 (9 патронів).
Найчастіше, пістолет називають просто «Hi Power», навіть у Бельгії. Так само нерідко можна зустріти назви HP (від «Hi-Power» або «High-Power») або GP (від французького «Grande Puissance»). Також використовуються позначення, під якими пістолет був представлений в 1935 році: P-35 і HP-35. Іноді зустрічаються й інші назви, такі як BAP (Browning Automatic Pistol), в ірландській армії, або BHP (Browning High-Power).
Оригінальна модель High-Power P35 до сих пір виробляється компанією FN Herstal у Бельгії і Португалії, а також за ліцензією у Аргентині компанією DGFM (ісп. Dirección General de Fabricaciones Militares, FM).
Під час Другої Світової війни High-Power використовувався в німецькому вермахті під позначенням «Pistole 640 (b)»

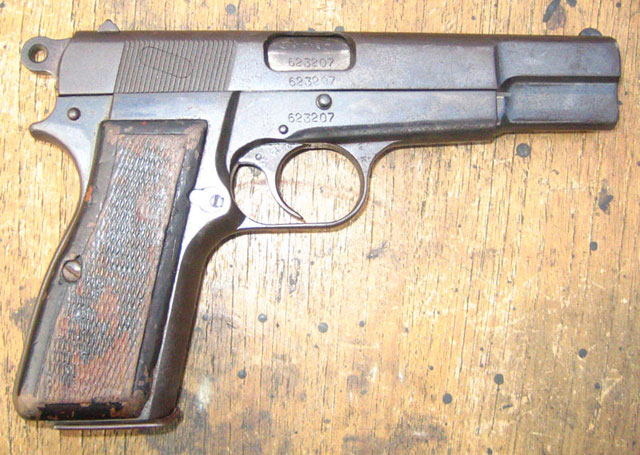
Пістолети Гай-Павер Індонезійської морської піхоти
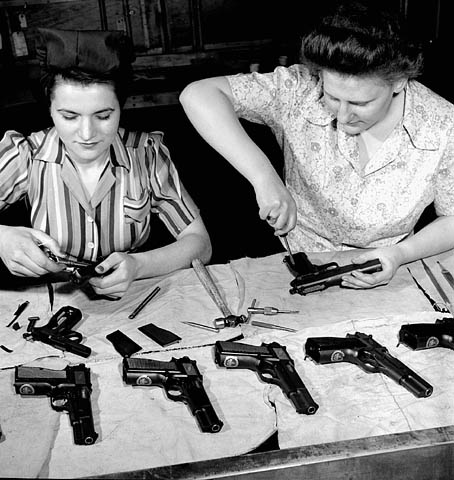
Канадські працівниці збирають пістолети Гай-Павер для Китаю, Торонто, 1941

## Конструкція
Автоматика працює за схемою використання віддачі при короткому ході ствола. Замикання каналу ствола за схемою Браунінга з казенною частиною ствола, яка знижується за допомогою фігурного паза, розташованого в припливі під патронником. При відході ствола назад під впливом віддачі паз в припливі взаємодіє з віссю затримки затвора ствола, в результаті чого казенна частина ствола знижується. При цьому бойові виступи ствола виходять із зачеплення з пазами затвора-кожуха, ствол зупиняється, а затвор-кожух продовжує відкат, витягуючи і викидаючи стріляну гільзу. Поворотна пружина розміщується під стволом.
Ударно-спусковий механізм курковий, одинарної дії. Після витрачання всіх патронів в магазині подавач натискає на затворну затримку, яка піднімаючись входить до відповідного паз затвора-кожуха. В результаті затвор-кожух фіксується в крайньому задньому положенні і вказує тим самим власнику зброї на необхідність перезарядження. Після приєднання спорядженого магазина стрільцю треба натиснути на важіль затримки затвора вниз, і звільнивши затвор-кожух, таким чином дослати патрон у патронник.
Прапорцевий, керований вручну запобіжник, важіль якого розташований на лівій стороні рамки перед потиличником руків'я, замикає шепотіло і затвор-кожух. Зброю оснащено розмикачем, що не допускає здійснення пострілу при неповністю закритому затворі. Автоматичний магазинний запобіжник блокує спусковий механізм при вийнятому магазині. Ранній варіант мав викидач, розташований у внутрішньому отворі затвора-кожуха. Починаючи з 1965 року пістолет отримує відкрито розташований викидач, що спрощує виробництво і знижує його вартість, а курок отримав спицю, замість масивної голівки.
Магазин з дворядним розташуванням набоїв має однорядний вихід, завдяки чому патрон надходить в патронник по прямій лінії, що збільшує надійність подачі. Магазин кріпиться клямкою, яка розміщена в основі спускової скоби. Руків'я пістолета має відмінну ергономіку, забезпечуючи глибокий і щільний обхват, що стабілізує зброю в процесі прицілювання і підвищує стійкість при стрільбі
Заявлена прицільна дальність для модифікацій з регульованим прицільним пристосуванням при використанні приставного приклада-кобури становить 500 м, для базової моделі 50 м.

## Оператори
- Данія: деяку кількість було закуплено в період до 1940 року [5]
- Литва: деяку кількість було закуплено до початку Другої світової війни[5]
- Нідерланди: деяку кількість було закуплено в період до 1940 року[5]
- Румунське королівство: деяку кількість було закуплено до початку Другої світової війни
- Третій Рейх: після окупації Бельгії, виробництво пістолетів було продовжено, вони надходили на озброєння під найменуванням Pistole 640(b)[5][6]
- Велика Британія: використовувався в ході Другої світової війни[5], пізніше варіант Pistol No.2 Mk.1 був прийнятий на озброєння британської армії і спецпідрозділів, залишався на озброєнні в роки холодної війни (зокрема, модель L9A1 залишалася на озброєнні SAS щонайменше до початку 1990-х років[7]).
- Канада]: на озброєнні канадської армії і королівської канадської кінної поліції[5]
- США: на озброєнні антитерористичного підрозділу FBI HRT ФБР[5]